# Аламасово
Алама́сово — село в Вознесенском районе Нижегородской области. Входит в состав Нарышкинского сельсовета.

## География
Деревня находится в юго-западной части региона, в зоне хвойно-широколиственных лесов, на автодороге 22К-0061.

### Климат
Климат характеризуется как умеренно континентальный, с тёплым летом и холодной снежной зимой. Среднегодовая температура — 3,7 °C. Средняя температура воздуха самого тёплого месяца (июля) — 19 °C (абсолютный максимум — 39 °C); самого холодного (января) — −11 °C (абсолютный минимум — −44 °C). Среднегодовое количество атмосферных осадков составляет около 460—480 мм. Снежный покров держится в течение 140—145 дней.

## История
Село возглавляло Аламасовский сельсовет до его упразднения согласно Закону Нижегородской области от 11 августа 2009 года № 118-З и вхождения путём объединения в Нарышкинский сельсовет.

## Население
| 1999 | 2002 | 2010 |
| ---- | ---- | ---- |
| 608  | ↘591 | ↘574 |

### Национальный состав
Согласно результатам переписи 2002 года, в национальной структуре населения русские составляли 100 % из 591 чел.

## Инфраструктура
В селе расположено отделение Почты России (индекс 607354).

## Достопримечательности
В селе находится церковь Троицы Живоначальной (1795 года), которая является охраняемым памятником архитектуры Вознесенского района, а также православный приют имени «святого Цесаревича Алексия».

## Известные уроженцы
- Пешехонов, Василий Иванович (1925—1945) — советский военнослужащий, младший сержант, Герой Советского Союза.